# Астрономическая (бухта)
Астрономи́ческая — бухта в Охотском море, часть залива Бабушкина.

## Гидроним
Эвенское название бухты — Нэӈэдекчэн, по близлежащей реке Ненгедякчан (Ненгеджекчан) (эвен.  Нэӈэдекчэн, Ныӈыдекчэн). Переводится как «небольшое мольбище», от нэӈэдек / ныӈыдек — «место поклонения, мольбище» + уменьшительный суффикс -чэн.
Название Астрономическая, возможно, схоже с мысом Астрономический на восточном берегу Пенжинской губы, который был назван так в 1915 году Гидрографической экспедицией Северного Ледовитого океана. При съёмке Пенжинской губы на мысе в полном объёме были произведены астрономические наблюдения.

## География
Находится на западе залива Бабушкина. В бухту впадают ручьи Устьевой, Короткий и другие. Западнее входа в бухту в заливе расположен мыс Астрономический, а далее, за устьем реки Ненгедякчан (Ненгеджекчан), мыс Братьев.

## История
В северном углу бухты расположено древнекорякское поселение, растянутое вдоль берега почти на километр, состоит из остатков 35 жилищ. Обследовалось в 1954 году. Среди каменных и костяных орудий — обломки глиняных горшков с оттисками грубой ткани.
Возле мыса бухты Астрономической — два сезонных древнекорякских поселения. Находятся за северо-восточным уступом мыса Братьев на мысе безымянной бухты. Первое поселение из остатков 20 округлых в плане небольших жилищ почти разрушено береговым обрывом. В осыпи встречаются костяные орудия, обломки глиняных сосудов с оттисками ткани на внешних стенках. Второе поселение из 17 жилищ почти полностью уничтожено болотом.